# Ida di Fischingen
Santa Ida di Fischingen, o anche Ida di Toggenburg, in tedesco Idda o Ita von Fischingen o Ida von Toggenburg (Kirchberg, 1140 circa – Fischingen, 1226 circa), è stata una monaca cristiana tedesca, venerata come santa a Fischingen e nella diocesi di Costanza e protagonista di molte storie e leggende nella cultura locale.

## Agiografia
Secondo la leggenda Ida era la figlia di un conte di Kirchberg, vicino ad Ulma e sarebbe andata sposa ad un conte di Toggenburg (dopo il 1512 viene menzionato come Heinrich). Sempre secondo la leggenda, un corvo avrebbe rubato la fede nuziale ad Ida. L'anello fu ritrovato nel nido del volatile da un cacciatore. Allorché il marito lo vide nelle mani di quest'ultimo, incolpò la moglie di infedeltà. Egli, in preda all'ira, avrebbe quindi fatto uccidere il cacciatore e gettato la consorte da una finestra della rocca. Tuttavia, grazie alla sua innocenza, nella caduta ella si sarebbe miracolosamente salvata. Ritrovata successivamente in un eremo, l'errore si chiarì, ma Ida volle da allora dedicarsi a Dio come eremita. Pentitosi, il marito le lasciò successivamente erigere presso l'Abbazia di Fischingen una cella di clausura, ove ella poi morì in odore di santità.
Bruno Meyer poté stabilire nel 1974/75 che nel XII secolo vi era una certa Ida che aveva sposato un certo Diethelm von Toggenburg. L'inserimento di questa donna, che in seconde nozze deve essere andata sposa a Gottfried von Marstetten e che forse era una contessa di Homburg, in un albero genealogico dei Toggenburg appare ipotetico. Non è tuttavia senz'altro stabilito, che sia questa donna, con la sua vita da santa, abbia costituito la base per il tradizionale culto di Ida.

## Culto
Nell'Abbazia di Fischingen in Turgovia non vi sono tracce di un culto prima del XV secolo. Albrecht von Bonstetten († 1504 circa) scrisse numerose "Vite di santi" ma quella più antica risale al 1481.
Ida di Toggenburg viene rappresentata come una suora insieme ad un corvo o ad un cervo, le cui corna risplendono (esso l'avrebbe spesso guidata alla chiesa dell'Abbazia). La sua memoria viene celebrata il 3 novembre.
Nel 1496 alla nuova santa dell'Abbazia di Fischingen, che nel XVIII secolo scalzerà dal sigillo abbaziale persino la Madonna, venne dedicata una monumentale pietra tombale. Nel 1580 fu fondata una Confraternita di Ida.
La venerazione per Ida rimase limitata a Fischingen e dintorni fin verso il 1600, dopo di che si estese alla contea di Kirchberg. Ida è anche patrona della cappella di Bauen, sul lago dei Quattro Cantoni, ove viene documentata per la prima volta nel 1561 come Cappella di santa Itta.
Nel 1704 la leggenda di Ida fu ricostruita dall'abate di Fisching Franz Troger con dati locali (lago dei Quattro Cantoni):
- nascita: 1156
- matrimonio: 1179
- caduta dalla rocca: 1191
- permanenza presso l'Abbazia di Fischingen: 1218 – 1226.

Nel 1724 papa Benedetto XIII ne concesse il culto all'intera diocesi di Costanza.
Nella diocesi di Basilea è ancor oggi venerata come protettrice delle mucche fuggite.

## Leggende
- Una raccolta di leggende in lingua tedesca su Ida fu pubblicata nel 1510 con il titolo Der Heiligen Leben da Sebastian Brant, edita da Williams-Krapp in Zeitschrift für die Geschichte des Oberrheins (Rivista delle storie dell'Alto Reno) 1982, S. 71-80.
- Froben Christoph von Zimmern ne racconta nella sua Zimmerische Chronik (edita fra il 1559 ed il 1566) (Zimmerische Chronik Band 1, S. 346, die Legende ab Seite 352).
- Al Nr. 513 (nuova numerazione) i Fratelli Grimm riprendono nelle loro Deutschen Sagen (Sage tedesche) – sulla base di citazioni nella Storia della Svizzera di Johannes von Müller – un breve testo su Ida.
- Ida di Toggenburg è la protagonista del romanzo di Thomas Bornhauser (1799 - 1856) Ida von Tockenburg, comparso nel 1840 a Schwäbisch Hall.
- Nel XIX secolo comparvero storie edificanti su Ida, fra le quali anche Itha, Gräfin von Toggenburg. Eine sehr schöne und lehrreiche Geschichte aus dem 12. Jahrhundert neu erzählt für alle guten Menschen. Ein Seitenstück zur Genoveva (Ida, contessa di Toggenburg. Una storia molto bella e istruttiva del XII secolo per tutte le persone per bene. Un brano su Genoveffa), pubblicato a Ratisbona nel 1880.